# Elmir Nabioulline
Elmir Ramilevitch Nabioulline (en russe : Эльмир Рамилевич Набиуллин) est un footballeur international russe, né le 8 mars 1995 à Kazan, évoluant au poste de latéral gauche au Rubin Kazan.

## Biographie

### En club
Il joue huit matchs en Ligue Europa avec le club du Rubin Kazan lors de la saison 2015-2016.

### En équipe nationale
Elmir Nabioulline joue dans quasiment toutes les sélections nationales de jeunes, des moins de 16 ans jusqu'aux espoirs.
Il joue son premier match en équipe de Russie le 31 mars 2015, en amical contre le Kazakhstan (score : 0-0 à Khimki).

## Statistiques
| Saison                | Club                     | Championnat           | Championnat | Championnat | Coupe(s) nationale(s) | Coupe(s) nationale(s) | Compétition(s) continentale(s) | Compétition(s) continentale(s) | Compétition(s) continentale(s) | Russie | Russie | Total | Total |
| Saison                | Club                     | Division              | M.          | B.          | M.                    | B.                    | Comp.                          | M.                             | B.                             | M.     | B.     | M.    | B.    |
| 2013-2014             | Rubin Kazan              | D1                    | 6           | 0           | -                     | -                     | -                              | -                              | -                              | -      | -      | 6     | 0     |
| 2014-2015             | Rubin Kazan              | D1                    | 25          | 1           | 1                     | 0                     | -                              | -                              | -                              | 1      | 0      | 27    | 1     |
| 2015-2016             | Rubin Kazan              | D1                    | 16          | 1           | -                     | -                     | C3                             | 8                              | 0                              | -      | -      | 24    | 1     |
| 2016-2017             | Rubin Kazan              | D1                    | 24          | 1           | 3                     | 0                     | -                              | -                              | -                              | -      | -      | 27    | 1     |
| 2017-2018             | Rubin Kazan              | D1                    | 14          | 1           | 1                     | 0                     | -                              | -                              | -                              | -      | -      | 15    | 1     |
| Sous-total            | Sous-total               | Sous-total            | 85          | 4           | 5                     | 0                     | -                              | 8                              | 0                              | 1      | 0      | 99    | 4     |
| 2017-2018             | Zénith Saint-Pétersbourg | D1                    | 2           | 0           | -                     | -                     | -                              | -                              | -                              | -      | -      | 2     | 0     |
| 2018-2019             | Zénith Saint-Pétersbourg | D1                    | 11          | 0           | 2                     | 0                     | C3                             | 7                              | 0                              | -      | -      | 20    | 0     |
| 2019-2020             | FK Sotchi                | D1                    | 20          | 0           | 1                     | 0                     | -                              | -                              | -                              | -      | -      | 21    | 0     |
| 2020-2021             | FK Sotchi                | D1                    | 16          | 0           | 2                     | 0                     | -                              | -                              | -                              | -      | -      | 18    | 0     |
| 2021-2022             | FK Khimki                | D1                    | 20          | 1           | 1                     | 0                     | -                              | -                              | -                              | -      | -      | 21    | 1     |
| 2022-2023             | Pari Nijni Novgorod      | D1                    | 9           | 0           | 4                     | 0                     | -                              | -                              | -                              | -      | -      | 13    | 0     |
| Sous-total            | Sous-total               | Sous-total            | 78          | 1           | 10                    | 0                     | -                              | 7                              | 0                              | -      | -      | 95    | 1     |
| Total sur la carrière | Total sur la carrière    | Total sur la carrière | 163         | 5           | 15                    | 0                     | -                              | 15                             | 0                              | 1      | 0      | 194   | 5     |

## Palmarès
Zénith Saint-Pétersbourg
- Champion de Russie en 2019.